# Baoshan, Jiangxi
Baoshan är en socken i Kina. Den ligger i provinsen Jiangxi, i den sydöstra delen av landet, omkring 270 kilometer söder om provinshuvudstaden Nanchang. Antalet invånare är 11 653. Befolkningen består av 5 598 kvinnor och 6 055 män. Barn under 15 år utgör 24,0 %, vuxna 15-64 år 66 %, och äldre över 65 år 9,0 %.
Runt Baoshan är det ganska tätbefolkat, med 155 invånare per kvadratkilometer. Närmaste större samhälle är Juncun, 9,1 km öster om Baoshan. I omgivningarna runt Baoshan växer i huvudsak blandskog.
Genomsnittlig årsnederbörd är 1 925 millimeter. Den regnigaste månaden är maj, med i genomsnitt 327 mm nederbörd, och den torraste är oktober, med 21 mm nederbörd.